# Café Swing
Das Café Swing war von 1982 bis 2002 ein Musikclub in Berlin.

## Geschichte

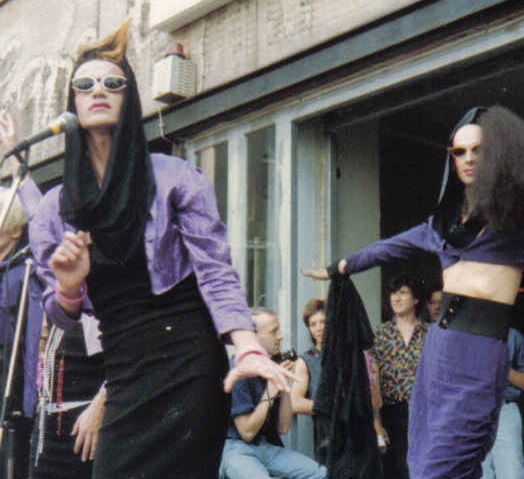
Melitta Sundström singt bei Modenschau von BeV StroganoV vom Café Swing, 1987.

Der am Nollendorfplatz 3/4 im Ortsteil Schöneberg gelegene Club wurde im September 1982 von Doro Peters, Hans Worbes, Harald „Ali“ Ahlshut, Reiner Bumke und weiteren als Aktionsraum der Berliner Avantgardeszene eröffnet. Zu der im eigenen Label United Video System vertriebenen Videokunst spielten Bands wie Leningrad Sandwich (Dimitri Hegemann), Notorische Reflexe und Caspar Brötzmann. Jim Avignon stellte Bilder aus. Weitere West-Berliner Szene-Institutionen eröffneten bald in unmittelbarer Nähe. So die Konzerthalle des Loft mit dem Programm von u. a. Monika Döring und 1983 der Plattenladen Mr Dead & Mrs Free.
Mitte der 1980er Jahre wandelte sich der Club zu einem wichtigen Treff der Rockszene im Dunstkreis des Vielklang-Labels. Foyer des Arts, Neue Liebe (Vorläufer von Element of Crime), später dann die Rainbirds und Jingo de Lunch gaben hier erste Konzerte; Video- und Art-Clips sowie Konzertaufzeichnungen von Studio K7 (Stephan Guntli, Michael F. Huse) hatten hier ihre Uraufführung.
Mit der Wende 1989 erlebte der Club einen weiteren Höhepunkt. Subway to Sally hatten hier erste Auftritte im Westen und die 17 Hippies spielten das erste Mal vor Publikum. Bestand hatte die ganze Zeit über, dass Konzerte um ein Uhr Morgens begannen und umsonst waren. Die Musiker zogen sich in der Küche um und die Bühne hatte zu den Zuschauern hin ein hüfthohes Geländer.
Mitte der 1990er begann der Niedergang, als das Publikum in die neue Szene in Berlin-Mitte und Prenzlauer Berg abwanderte. Trotz umfangreicher Umbauten gelang es nicht, an vergangene Erfolge anzuschließen. 2002 musste der Club schließen.

Wo Café Swing war, ist heute eine Apotheke (2022).

## Bedeutung
Ähnlich wie der Ratinger Hof in Düsseldorf hatte das Café Swing eine überregionale Ausstrahlung auf Bands aus dem Bundesgebiet und wurde oft mit dem CBGBs in New York verglichen.